# Danh sách di sản văn hóa Tây Ban Nha được quan tâm ở hạt Baix Camp (tỉnh Tarragona)
Danh sách di sản văn hóa Tây Ban Nha được quan tâm ở hạt Baix Camp (tỉnh Tarragona).

## Di tích theo thành phố

### A

#### L'Albiol(L'Albiol)
| Tên            | Dạng            | Địa điểm | Tọa độ                                        | Số hồ sơ tham khảo? | Ngày nhận danh hiệu?     | Hình ảnh                          |
| -------------- | --------------- | -------- | --------------------------------------------- | ------------------- | ------------------------ | --------------------------------- |
| Lâu đài Albiol | Di tích Lâu đài | Albiol   | 41°15′10″B 1°05′19″Đ / 41,252872°B 1,088724°Đ | RI-51-0006550       | ngày 8 tháng 11 năm 1988 | Castillo de Albiol · Upload image |

#### Alforja
| Tên                         | Dạng                 | Địa điểm | Tọa độ                                        | Số hồ sơ tham khảo? | Ngày nhận danh hiệu?     | Hình ảnh                                    |
| --------------------------- | -------------------- | -------- | --------------------------------------------- | ------------------- | ------------------------ | ------------------------------------------- |
| Cổng và Tường thành Alforja | Di tích Tường thànhs | Alforja  | 41°12′33″B 0°58′34″Đ / 41,209038°B 0,976181°Đ | RI-51-0006565       | ngày 8 tháng 11 năm 1988 | Portal y Murallas de Alforja · Upload image |

#### Arbolí
| Tên                     | Dạng         | Địa điểm | Tọa độ                                      | Số hồ sơ tham khảo? | Ngày nhận danh hiệu?     | Hình ảnh     |
| ----------------------- | ------------ | -------- | ------------------------------------------- | ------------------- | ------------------------ | ------------ |
| Tháp Moros (Bosc Perxa) | Di tích Tháp | Arbolí   | 41°15′33″B 0°58′31″Đ / 41,25922°B 0,97524°Đ | RI-51-0006576       | ngày 8 tháng 11 năm 1988 | Upload image |

### C

#### Cambrils
| Tên                 | Dạng             | Địa điểm                                     | Tọa độ                                        | Số hồ sơ tham khảo? | Ngày nhận danh hiệu?     | Hình ảnh                                     |
| ------------------- | ---------------- | -------------------------------------------- | --------------------------------------------- | ------------------- | ------------------------ | -------------------------------------------- |
| Parc Samà           | Jardín histórico | Cambrils Ctra. T- 314 Vinyols i els Arcs s/n | 41°06′23″B 1°01′12″Đ / 41,106303°B 1,020009°Đ | RI-52-0000044       | ngày 9 tháng 6 năm 1992  | Parque de Samá · Upload image                |
| Tháp l'Esquirol     | Di tích Tháp     | Cambrils Playa de l'Esquirol                 | 41°03′52″B 1°05′06″Đ / 41,064352°B 1,084936°Đ | RI-51-0006799       | ngày 8 tháng 11 năm 1988 | Torre de l'Esquirol · Upload image           |
| Tháp barrio Marina  | Di tích Tháp     | Cambrils                                     | 41°03′55″B 1°03′36″Đ / 41,065345°B 1,060024°Đ | RI-51-0006609       | ngày 8 tháng 11 năm 1988 | Torre del barrio de la Marina · Upload image |
| Tháp Huerto María   | Di tích Tháp     | Cambrils                                     | 41°04′28″B 1°03′04″Đ / 41,074506°B 1,050995°Đ | RI-51-0006610       | ngày 8 tháng 11 năm 1988 | Upload image                                 |
| Tháp Mas Bisbe      | Di tích Tháp     | Cambrils                                     | 41°05′09″B 1°05′05″Đ / 41,085747°B 1,084675°Đ | RI-51-0006611       | ngày 8 tháng 11 năm 1988 | Torre del Mas del Bisbe · Upload image       |
| Tháp Santuario Cami | Di tích Tháp     | Cambrils                                     |                                               | RI-51-0006608       | ngày 8 tháng 11 năm 1988 | Upload image                                 |

### L

#### La Selva del Camp(La Selva del Camp)
| Tên                        | Dạng                | Địa điểm           | Tọa độ                                        | Số hồ sơ tham khảo? | Ngày nhận danh hiệu?     | Hình ảnh                                  |
| -------------------------- | ------------------- | ------------------ | --------------------------------------------- | ------------------- | ------------------------ | ----------------------------------------- |
| Antiguo recinto amurallado | Di tích Tường thành | La Selva del Campo | 41°12′55″B 1°08′16″Đ / 41,215275°B 1,137851°Đ | RI-51-0006728       | ngày 8 tháng 11 năm 1988 | Antiguo recinto amurallado · Upload image |
| Lâu đài Paborde            | Di tích Lâu đài     | La Selva del Campo | 41°12′59″B 1°08′09″Đ / 41,216459°B 1,135826°Đ | RI-51-0008218       | ngày 22 tháng 6 năm 1993 | Castillo del Paborde · Upload image       |

### M

#### Mont-roig del Camp(Mont-roig del Camp)
| Tên                                                  | Dạng            | Địa điểm | Tọa độ                                        | Số hồ sơ tham khảo? | Ngày nhận danh hiệu?      | Hình ảnh                                     |
| ---------------------------------------------------- | --------------- | -------- | --------------------------------------------- | ------------------- | ------------------------- | -------------------------------------------- |
| Pháo đài và tienda Miramar (Edificación fortificada) | Di tích Lâu đài | Montroig | 41°01′35″B 0°57′21″Đ / 41,026392°B 0,955878°Đ | RI-51-0006653       | ngày 8 tháng 11 năm 1988  | Fortaleza y tienda de Miramar · Upload image |
| Mas Miró (Montroig)                                  | Di tích Finca   | Montroig | 41°03′39″B 0°59′38″Đ / 41,060764°B 0,993776°Đ | RI-51-0011529       | ngày 17 tháng 10 năm 2006 | Más Miró · Upload image                      |

### P

#### Prades, Tarragona
| Tên                              | Dạng                 | Địa điểm | Tọa độ                                        | Số hồ sơ tham khảo? | Ngày nhận danh hiệu?     | Hình ảnh                                               |
| -------------------------------- | -------------------- | -------- | --------------------------------------------- | ------------------- | ------------------------ | ------------------------------------------------------ |
| Lâu đài Prades                   | Di tích Lâu đài      | Prades   | 41°18′36″B 0°59′11″Đ / 41,309973°B 0,986294°Đ | RI-51-0006684       | ngày 8 tháng 11 năm 1988 | Castillo de Prades · Upload image                      |
| Recinto amurallado và cổng villa | Di tích Tường thành  | Prades   | 41°18′34″B 0°59′18″Đ / 41,309518°B 0,988407°Đ | RI-51-0006685       | ngày 8 tháng 11 năm 1988 | Recinto amurallado y puerta de la villa · Upload image |
| Prades, Tarragona                | Khu phức hợp lịch sử | Prades   | 41°18′34″B 0°59′16″Đ / 41,309569°B 0,987905°Đ | RI-53-0000448       | ngày 9 tháng 2 năm 1993  | Villa de Prades · Upload image                         |

#### Pratdip
| Tên             | Dạng            | Địa điểm | Tọa độ                                        | Số hồ sơ tham khảo? | Ngày nhận danh hiệu?     | Hình ảnh                           |
| --------------- | --------------- | -------- | --------------------------------------------- | ------------------- | ------------------------ | ---------------------------------- |
| Lâu đài Pratdip | Di tích Lâu đài | Pratdip  | 41°03′01″B 0°52′19″Đ / 41,050157°B 0,871835°Đ | RI-51-0006687       | ngày 8 tháng 11 năm 1988 | Castillo de Pratdip · Upload image |
| Tháp Capet      | Di tích Tháp    | Pratdip  | 41°03′04″B 0°52′17″Đ / 41,051115°B 0,871376°Đ | RI-51-0006688       | ngày 8 tháng 11 năm 1988 | Torre del Capet · Upload image     |

### R

#### Reus
| Tên                            | Dạng             | Địa điểm | Tọa độ                                        | Số hồ sơ tham khảo? | Ngày nhận danh hiệu?      | Hình ảnh                               |
| ------------------------------ | ---------------- | -------- | --------------------------------------------- | ------------------- | ------------------------- | -------------------------------------- |
| Nhà Navàs                      | Di tích Nhà      | Reus     | 41°09′18″B 1°06′31″Đ / 41,15487°B 1,108559°Đ  | RI-51-0005439       | ngày 30 tháng 7 năm 1991  | Casa Navàs · Upload image              |
| Nhà Rull (Reus)                | Di tích Nhà      | Reus     | 41°09′23″B 1°06′15″Đ / 41,15627°B 1,104088°Đ  | RI-51-0011209       | ngày 16 tháng 11 năm 2004 | Casa Rull · Upload image               |
| Lâu đài Cambrer                | Di tích Lâu đài  | Reus     |                                               | RI-51-0006694       | ngày 8 tháng 11 năm 1988  | Castillo del Cambrer · Upload image    |
| Edificación phòng thủ Mascalbó | Di tích Lâu đài  | Reus     |                                               | RI-51-0006695       | ngày 8 tháng 11 năm 1988  | Upload image                           |
| Bảo tàng Arte và Lịch sử Reus  | Di tích Bảo tàng | Reus     | 41°09′31″B 1°06′25″Đ / 41,158492°B 1,106824°Đ | RI-51-0001409       | ngày 1 tháng 3 năm 1962   | Museo Municipal de Reus · Upload image |

#### Riudecanyes(Riudecanyes)
| Tên                            | Dạng            | Địa điểm   | Tọa độ                                        | Số hồ sơ tham khảo? | Ngày nhận danh hiệu?     | Hình ảnh                                                          |
| ------------------------------ | --------------- | ---------- | --------------------------------------------- | ------------------- | ------------------------ | ----------------------------------------------------------------- |
| Tu viện San Miguel Escornalbou | Di tích Lâu đài | Riudecañas | 41°07′40″B 0°54′56″Đ / 41,127778°B 0,915556°Đ | RI-51-0006701       | ngày 8 tháng 11 năm 1988 | Castillo y Monasterio de San Miguel de Escornalbou · Upload image |

#### Ruidecols
| Tên        | Dạng         | Địa điểm  | Tọa độ                                        | Số hồ sơ tham khảo? | Ngày nhận danh hiệu?     | Hình ảnh     |
| ---------- | ------------ | --------- | --------------------------------------------- | ------------------- | ------------------------ | ------------ |
| Tháp Moros | Di tích Tháp | Ruidecols | 41°09′15″B 0°59′21″Đ / 41,154072°B 0,989179°Đ | RI-51-0006858       | ngày 21 tháng 2 năm 1989 | Upload image |

### V

#### Vandellós(Vandellòs i l'Hospitalet de l'Infant))
| Tên                                                   | Dạng            | Địa điểm                         | Tọa độ                                        | Số hồ sơ tham khảo? | Ngày nhận danh hiệu?      | Hình ảnh                                          |
| ----------------------------------------------------- | --------------- | -------------------------------- | --------------------------------------------- | ------------------- | ------------------------- | ------------------------------------------------- |
| Balma d'en Roc                                        | Khu khảo cổ     | Vandellós                        | 40°59′44″B 0°48′16″Đ / 40,99569°B 0,804306°Đ  | RI-55-0000335       | ngày 16 tháng 10 năm 1991 | Upload image                                      |
| Lâu đài Hospitalet l'Infant (Edificación fortificada) | Di tích Lâu đài | Vandellós Hospitalet del Infante | 40°59′31″B 0°55′19″Đ / 40,991918°B 0,921915°Đ | RI-51-0006774       | ngày 8 tháng 11 năm 1988  | Castillo de Hospitalet de l'Infant · Upload image |
| Hang l'Escoda                                         | Khu khảo cổ     | Vandellós                        | 40°59′29″B 0°48′16″Đ / 40,991394°B 0,804312°Đ | RI-55-0000334       | ngày 16 tháng 10 năm 1991 | Upload image                                      |
| Hang Racó d'en Perdigó                                | Khu khảo cổ     | Vandellós                        | 40°05′58″B 0°48′17″Đ / 40,099387°B 0,804649°Đ | RI-55-0000333       | ngày 16 tháng 10 năm 1991 | Upload image                                      |

#### Vilaplana
| Tên                    | Dạng        | Địa điểm  | Tọa độ                                        | Số hồ sơ tham khảo? | Ngày nhận danh hiệu?     | Hình ảnh     |
| ---------------------- | ----------- | --------- | --------------------------------------------- | ------------------- | ------------------------ | ------------ |
| Căn nhà Sierra Mussara | Khu khảo cổ | Vilaplana | 41°14′50″B 1°01′41″Đ / 41,247145°B 1,028146°Đ | RI-55-0000532       | ngày 20 tháng 8 năm 1996 | Upload image |

#### Vinyols i els Arcs(Vinyols i els Arcs)
| Tên                   | Dạng            | Địa điểm       | Tọa độ                                        | Số hồ sơ tham khảo? | Ngày nhận danh hiệu?     | Hình ảnh                                 |
| --------------------- | --------------- | -------------- | --------------------------------------------- | ------------------- | ------------------------ | ---------------------------------------- |
| Lâu đài Archs         | Di tích Lâu đài | Viñols y Archs |                                               | RI-51-0006807       | ngày 8 tháng 11 năm 1988 | Upload image                             |
| Tháp Cuadrada Defensa | Di tích Tháp    | Viñols y Archs | 41°06′50″B 1°02′22″Đ / 41,113975°B 1,039411°Đ | RI-51-0006808       | ngày 8 tháng 11 năm 1988 | Torre Cuadrada de Defensa · Upload image |